# مستقبل أمامي
المستقبل الأمامي هي مجلة أكاديمية نصف سنوية يتم مراجعتها من قبل الأقران تنشرها مطبعة جامعة مينيسوتا. رئيس التحرير هو خورخي أوتيرو بايلوس (كلية كولومبيا للدراسات العليا في الهندسة المعمارية والتخطيط والحفظ).

## التاريخ
تأسست المجلة في عام 2004 من قبل خورخي أوتيرو بايلوس وهي مكرسة «للدراسة النقدية للحفاظ على التاريخ». عنوان المجلة هو إشارة إلى التوتر النحوي، الأنتريور المستقبلي، وهو إشارة إلى مجال الحفاظ على التاريخ باعتباره «معنيا بما لم يحدث بعد (المستقبل) وما حدث بالفعل (الأمامي)».

## النطاق
بالإضافة إلى تركيزها الأساسي على تاريخ الحفظ التاريخي والنظرية والنقد، يتضمن أيضا مقالات حول مواضيع مختلفة بما في ذلك «الفن والفلسفة والقانون والجغرافيا وعلم الآثار والتخطيط وعلوم المواد والأنثروبولوجيا الثقافية والحفظ». تحتوي كل عدد على مقالات، ومراجعة للمعرض، وقطعة مميزة، ومراجعة كتاب، وتدخل فنان.

## التأثير
في تأسيسها، قال أوتيرو بايلوس أن المجلة «تشير إلى نضوج مجال الحفظ والتحول... نحو المشاركة الفعالة في فهم البيئات البشرية والتحول الإبداعي لها». كما توفر مجلة المستقبل الأمامي منتدى لمناقشة مجال الحفظ والهندسة المعمارية وأثر على مسابقة المهندسين المعماريين الطلابية للفترة 2006-2007، الحفاظ على الاستفزاز: إعادة تصميم أكاديمية سارينن كرانبروك للفنون في ميشيغان، التي «دعت الطلاب لمعالجة مجموعة معقدة من المعايير التي انهارت تقريبا والمشاركة، والبرنامج، والوقت، والتكنولوجيا، مدفوعا نظرية الاستفزاز التاريخي التي اقترحتها كتابات أوتيرو بيلوس في المجلة التي يحررها، المستقبل الأمامي».

## روابط اضافية
- الموقع الرسمي.
- فهرس على الإنترنت.
- صفحة اليومية في جامعة كولومبيا.